# Vassili Loujski
Vassili Loujski (en russe : Василий Васильевич Лужский) est un acteur de théâtre, metteur en scène de théâtre, professeur d'art dramatique de nationalité russe né le 31 décembre 1869 à Chouïa et mort le 2 juillet 1931 à Moscou. 
Il a été nommé Artiste émérite de la République socialiste fédérative soviétique de Russie en 1931.

## Biographie

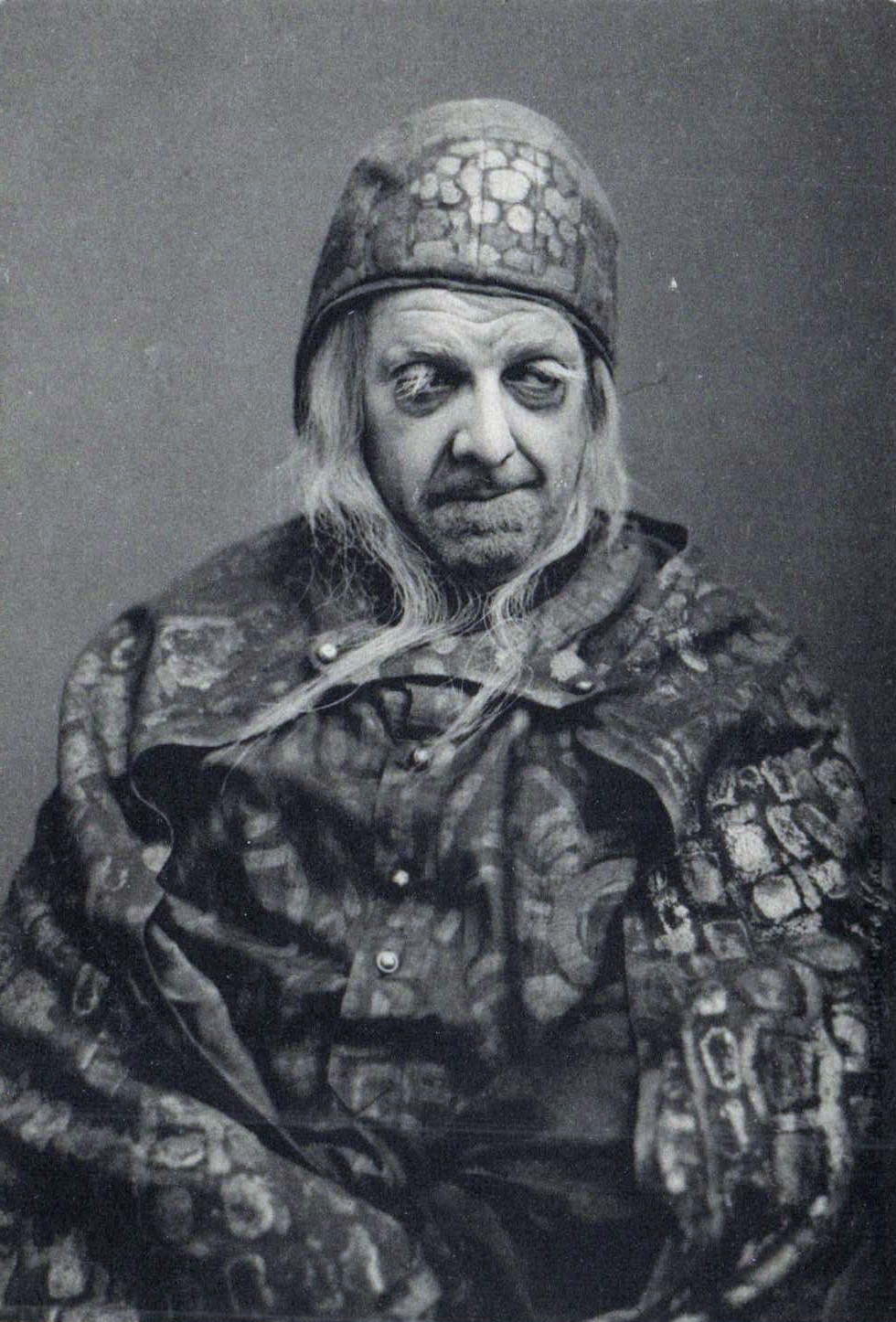
Vassili Loujski dans le rôle de Polonius. Spectacle de Hamlet de William Shakespeare au Théâtre d'art de Moscou.

Vassili Loujski est né à Chouia et, étudiant, a suivi les cours d'art dramatique à Moscou, à la Société des amateurs d'art et de littérature, dirigée par Constantin Stanislavski. En 1898 avec d'autres étudiants de Stanislavski, il rejoint la troupe nouvellement créée du Théâtre d'art de Moscou. Dans le spectacle qui a ouvert la série des représentations du théâtre, Loujski a joué un des rôles principaux dans la pièce Le Tsar Fiodor Ioannovitch d'Alexis Konstantinovitch Tolstoï (rôle d'Ivan Chouïski). La même année, il joue le rôle de Sorine dans la pièce légendaire d'Anton Tchékov La Mouette. En 1901, il est le premier à jouer le rôle d'Andreï Prozorov dans Les Trois sœurs.
Loujski a participé à la production du spectacle Les Frères Karamazov (la scène de Mokroe ; d'après Fiodor Dostoievski, 1910), d'Anathème de Leonid Andreïev (1909), dans Les Marchands de gloire de Marcel Pagnol et de Paul Nivoix (1926, ensemble avec N. Gortchakov sous la direction artistique de Constantin Stanislavski).
Loujski a donné cours d'art dramatique avec Alexander Adashev (en) dans les studios du Théâtre d'Art de Moscou.
Son épouse était Peretta Kaloujskaïa, son fils Evgueni était acteur du Théâtre d'art de Moscou également.

## Rôles auThéâtre d'art de Moscou
- 1898 — Le Tsar Fiodor Ioannovitch, pièce de Alexis Konstantinovitch Tolstoï — Le prince Ivan Petrovitch Chouiski
- 1898 — La Mouette d'Anton Tchékov — Sorine
- 1899 — Antigone de Sophocle — Créon
- 1899 — La mort d'Ivan le Terrible d'Alexis Konstantinovitch Tolstoï — Garabourda
- 1899 — La Nuit des rois de Shakespeare — Sir Toby Belch
- 1899 — Oncle Vania Anton Tchékov — Alexandre Sérébriakov
- 1899 — «Âmes solitaires» Gerhart Hauptmann — Fokerat
- 1899 — «Le voiturier Henschel» de Hauptmann — Le voiturier Henschel
- 1900 — Un ennemi du peuple Henrik Ibsen — Le maire
- 1901 — Les Trois sœurs Anton Tchékov — Andreï
- 1902 — Les Petits Bourgeois (Mechané) de Maxime Gorki — Bessemenov[3]
- 1902 — Les Bas-fonds Maxime Gorki — Boubnov
- 1904 — Ivanov de А. П. Чехова — Lebedev
- 1904 — La Cerisaie d'Anton Tchékov — Firs
- 1905 — Ivan Mironytch de E. Tchirikov — Ivan Mironytch
- 1906 — Le Malheur d'avoir trop d'esprit Alexandre Griboïedov — Repetilov
- 1906 — Brand de Henrik Ibsen — Le maire Fokht
- 1907 — Boris Godounov d' Alexandre Pouchkine — Vassili IV Chouiski
- 1909 — Un mois à la campagne Ivan Tourgueniev — Boltchintsov
- 1910 — Même le plus sage se trompe ou Le plus malin s'y laisse prendre Alexandre Ostrovski — Mamaev
- 1910 — Le Frères Karamazov d'après Fiodor Dostoïevski — Fiodor Karamazov
- 1911 — Une vie dans les pattes Knut Hamsun — Giles
- 1911 — Le cadavre vivant Léon Tolstoï — Abrezkov
- 1914 — La Mort de Pazoukhine Mikhaïl Saltykov-Chtchedrine — Lobastov
- 1925 — Pougatchevtchina Konstantin Trenev — Fédocie
- 1926 — Les Marchands de gloire de Marcel Pagnol et Paul Nivoix — Bachlet
- 1928 — Le Mariage de Figaro Beaumarchais — Bartholo
- 1928 — Ountilovsk Leonid Leonov — Maniokine

## Mémoire

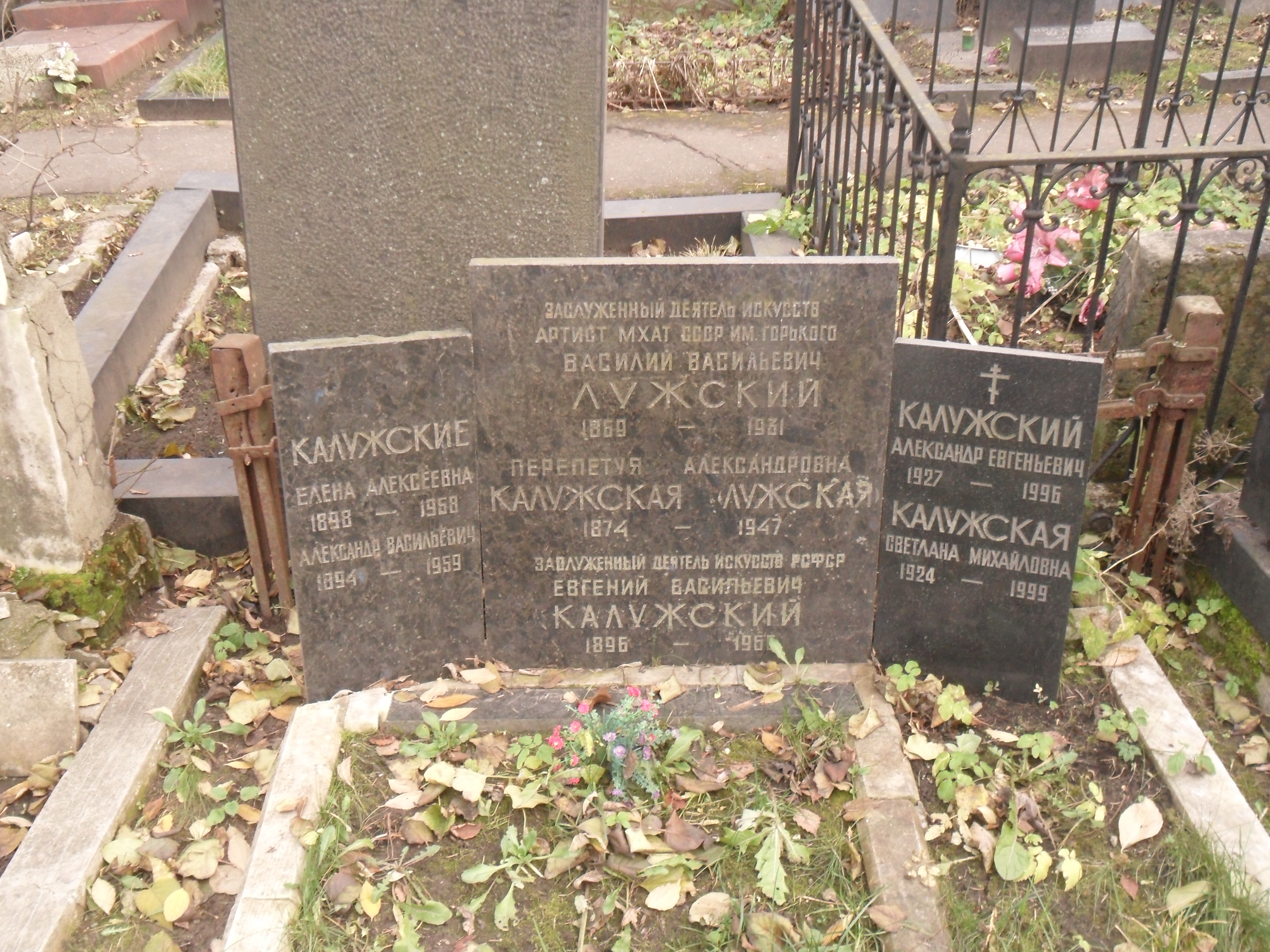
Tombe de Loujski au cimetière de Novodevitchi de Moscou.